# Francis Frederick Reh
Francis Frederick Reh (New York, 9 gennaio 1911 – Saginaw, 14 novembre 1994) è stato un vescovo cattolico statunitense.

## Biografia
Monsignor Francis Frederick Reh nacque nel Bronx, presso New York, da Gustave A. ed Elizabeth (nata Hartnagel) Reh. Suo padre lavorava come consigliere scolastico nel New York City Board of Education. Aveva un fratello.

### Formazione e ministero sacerdotale
Ricevette la sua educazione primaria presso la scuola parrocchiale della chiesa dell'Immacolata Concezione e a tredici anni fu ammesso al Cathedral Preparatory School and Seminary. Si diplomò nel 1930 e per due anni frequentò il seminario "San Giuseppe" a Yonkers prima di proseguire gli studi al Pontificio collegio americano del Nord a Roma.
L'8 dicembre 1935 fu ordinato presbitero per l'arcidiocesi di New York dal cardinale Francesco Marchetti Selvaggiani. Nel 1936 conseguì la licenza in sacra teologia e nel 1939 il dottorato in diritto canonico presso la Pontificia Università Gregoriana. Al suo ritorno in patria nel 1939 lavorò come assistente cancelliere arcivescovile e curato presso la cattedrale di San Patrizio per due anni. Dal 1941 al 1951 insegnò teologia morale e diritto canonico al seminario "San Giuseppe". Fu anche difensore del vincolo e promotore di giustizia del tribunale arcidiocesano. Nel 1951 fu promosso a vice-cancelliere.
Nel 1954 papa Pio XII lo nominò cameriere pontificio e vice-rettore del Pontificio collegio americano del Nord a Roma. Nel 1958 ritornò nel seminario "San Giuseppe" a Yonkers per assumere l'incarico di rettore. Lo stesso anno accompagnò il cardinale Francis Joseph Spellman a Roma per il conclave che elesse papa Giovanni XXIII.

### Ministero episcopale
Il 6 giugno 1962 papa Giovanni XIII lo nominò vescovo di Charleston. Ricevette l'ordinazione episcopale il 29 giugno successivo dal cardinale Francis Joseph Spellman, arcivescovo metropolita di New York, coconsacranti l'arcivescovo coadiutore di New York John Joseph Maguire e il vescovo ausiliare della stessa arcidiocesi John Michael Fearns. Alla sua consacrazione, indossava le stesse vesti indossate dal cardinale Spellman quando fu consacrato vescovo da papa Pio XII. Prese possesso della diocesi il 18 luglio dello stesso anno.
Il 5 settembre 1964 venne nominato rettore del Pontificio collegio americano del Nord e vescovo titolare di Macriana di Mauritania. Partecipò al Concilio Vaticano II.
L'11 dicembre 1968 papa Paolo VI lo nominò vescovo di Saginaw. Come attuatore del primo ciclo di riforme del Concilio Vaticano II, monsignor Reh guidò la diocesi in un significativo momento di transizione. Supervisionò la grande ristrutturazione degli spazi interni della cattedrale dell'Assunzione di Maria di Saginaw nel 1978. Istituì anche un programma di formazione per i laici della diocesi, a quel tempo unico negli Stati Uniti.
Il 29 aprile 1980 papa Giovanni Paolo II accettò la sua rinuncia al governo pastorale della diocesi.
Morì a Saginaw il 14 novembre 1994. È sepolto nel Mount Olivet Cemetery di Saginaw.

## Genealogia episcopale
La genealogia episcopale è:
- Cardinale Scipione Rebiba
- Cardinale Giulio Antonio Santori
- Cardinale Girolamo Bernerio, O.P.
- Arcivescovo Galeazzo Sanvitale
- Cardinale Ludovico Ludovisi
- Cardinale Luigi Caetani
- Cardinale Ulderico Carpegna
- Cardinale Paluzzo Paluzzi Altieri degli Albertoni
- Papa Benedetto XIII
- Papa Benedetto XIV
- Papa Clemente XIII
- Cardinale Marcantonio Colonna
- Cardinale Giacinto Sigismondo Gerdil, B.
- Cardinale Giulio Maria della Somaglia
- Cardinale Carlo Odescalchi, S.I.
- Cardinale Costantino Patrizi Naro
- Cardinale Lucido Maria Parocchi
- Papa Pio X
- Papa Benedetto XV
- Papa Pio XII
- Cardinale Francis Joseph Spellman
- Vescovo Francis Frederick Reh